# Királyi személynök
A királyi személynök, más néven a király személyének képviselője, ha a király nincs jelen, főleg az igazságszolgáltatásban olyan ügyeknél, melyeket a király személyes bíráskodásának tartottak fenn.
Nem azonos a homo regius-szal, a király megbízottjával.

## Az intézmény múltja
Ezzel a tisztséggel a 15. század elejétől találkozunk. Ebben az időben a király személyes jelenlétét képviselő bíróság ugyanis külön intézménnyé vált a királyi Kúriában. Kezdetben a királyt a titkos kancellár képviselte. Később, 1464 óta ő már csak névlegesen volt a király személyes jelenlétének a képviselője, és helyette kialakult a királyi személynöki szék testülete, amelynek élén a „királyi személyes jelenlét helytartója” (personalis praesentiae regiae in judiciis locumtenens) állott, akit a jogi nyelv csakhamar röviden personalis regiae-nek, vagyis „királyi személynöknek” nevezett el.
Az 1486. évi 68. törvénycikk az ország rendes bírói közé sorolta, míg a titkos kancellár e törvény szerint már csak kivételesen vett részt a királyi bíráskodásban.
Kezdetben az egyházi rendhez tartozók közül került ki, és a 15. században alig találkozunk még ebben az állásban világi személlyel. Az első királyi személynök Drági Tamás volt.
Az 1507. évi 4. törvénycikk elrendelte, hogy lehetőleg egy tanult világi ember töltse be a tisztséget. Ez az ajánlás az 1514. 55. törvénycikkben lett végleges érvényű.
A királyi személynök, mint az ország nagy bíróinak egyike, az 1486. évi 68. és az 1492. évi 42. törvénycikkek szerint bármely ügyben ítélkezhetett, tehát nemcsak a rendes nyolcadok alkalmával ítélt a királyi táblán, hanem ítélőszéke elé tartoztak a rendes nyolcadokon kívül eső perek is. Így a vármegyéktől fellebbezett, úgynevezett transzmisszionális perek, illetve ezek egyik legjellemzőbbike a hatalmaskodási per is.
A személynöki szabad királyi városok törvényszékétől a fellebbezések szintén a személynöki székhez történtek.
A királyi személynöknél volt a király bírói pecsétje. Ítéleteit a király nevében és annak pecsétje alatt adta ki.
A személynök később a királyi tábla és a magyar országgyűlés alsó táblájának elnöke lett.
Ez a tiszt a királysággal együtt szűnt meg 1918-ban.

## Ismert királyi személynökök

### A leghíresebbek
- Drági Tamás
- Werbőczy István
- Turóczy Miklós

### Továbbiak
- Fekete György
- Grassalkovich Antal
- Koller Ferenc
- Macedóniai László
- id. Mailáth György
- ifj. Mailáth György
- Melczer István
- Mérey Mihály
- Mérey Sándor
- Niczky Kristóf
- Révay Ferenc
- Semsey András
- Szőgyény Zsigmond
- Szvetics Jakab
- Ürményi József

## További királyi személynökök portréi aKiscelli Múzeumban

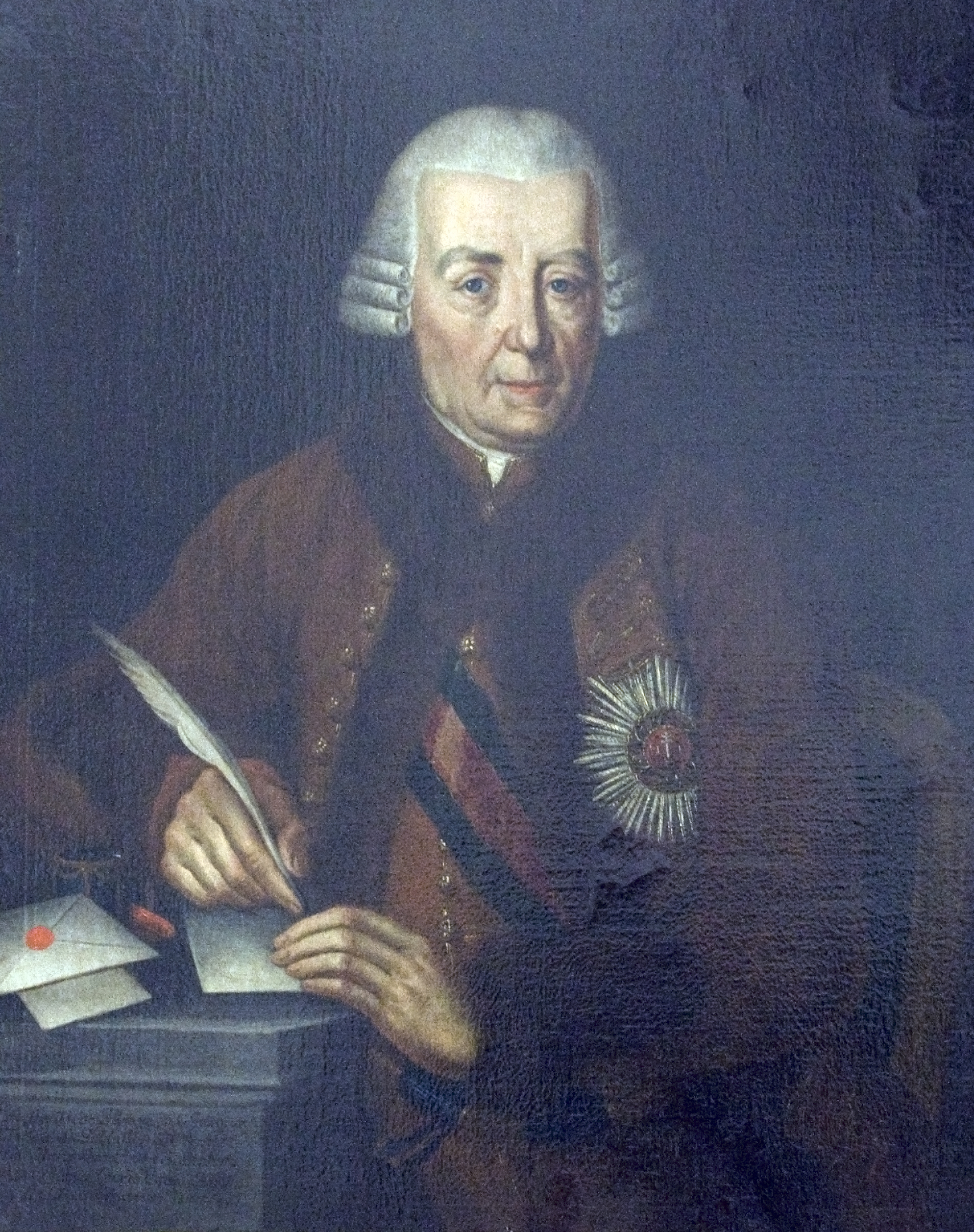
Fekete György 1748-62
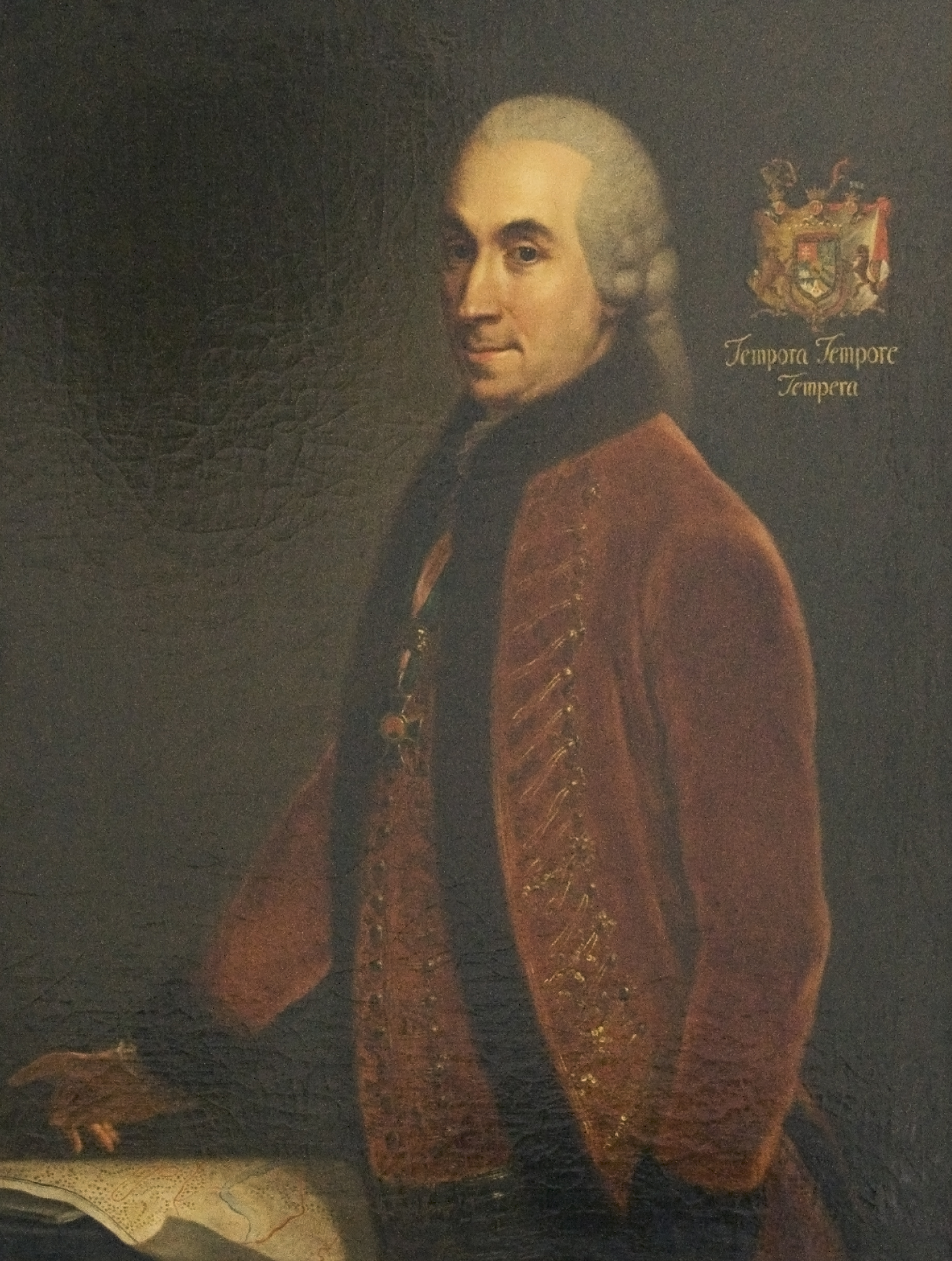
Koller Ferenc 1762-65
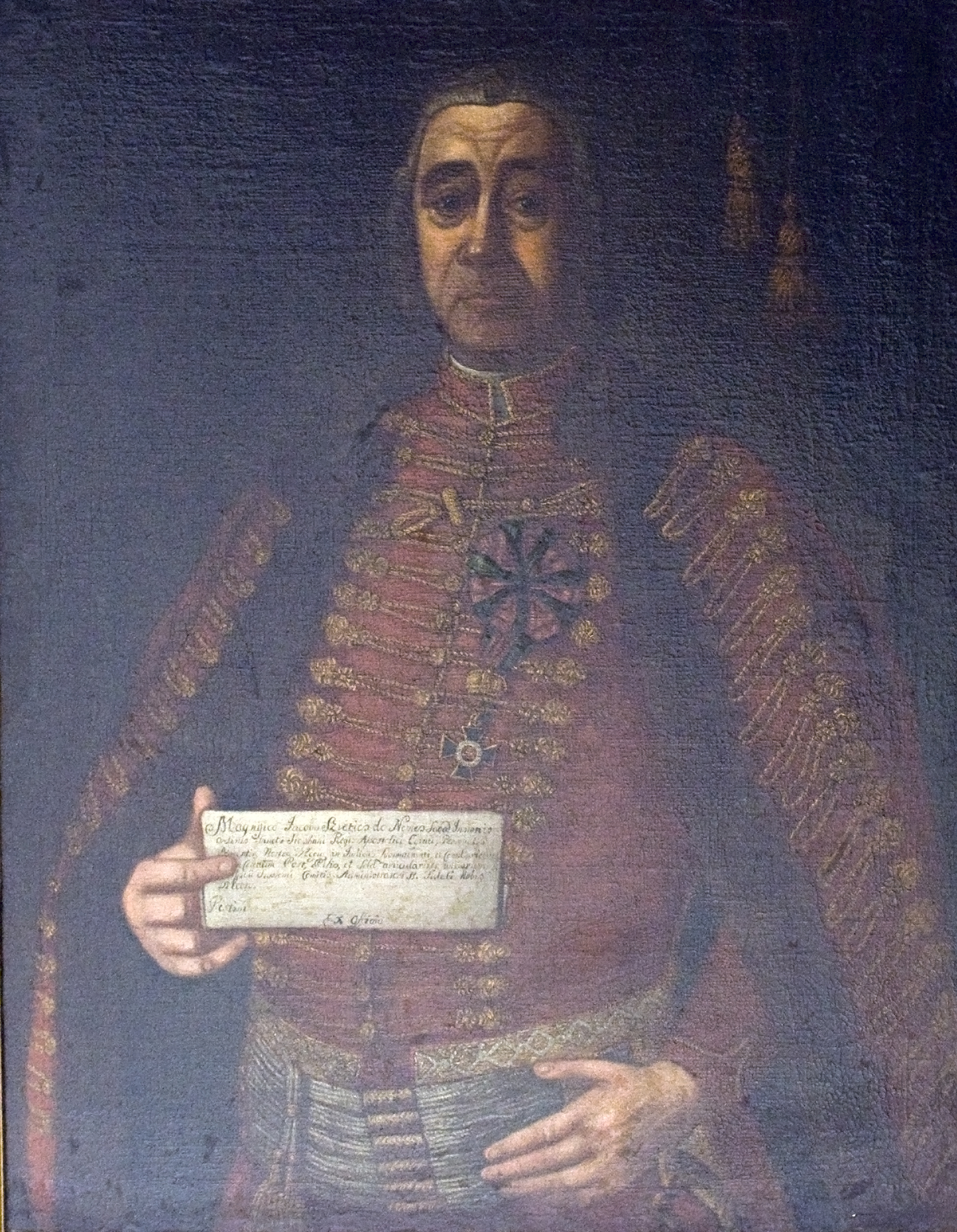
Szvetics Jakab 1765-80
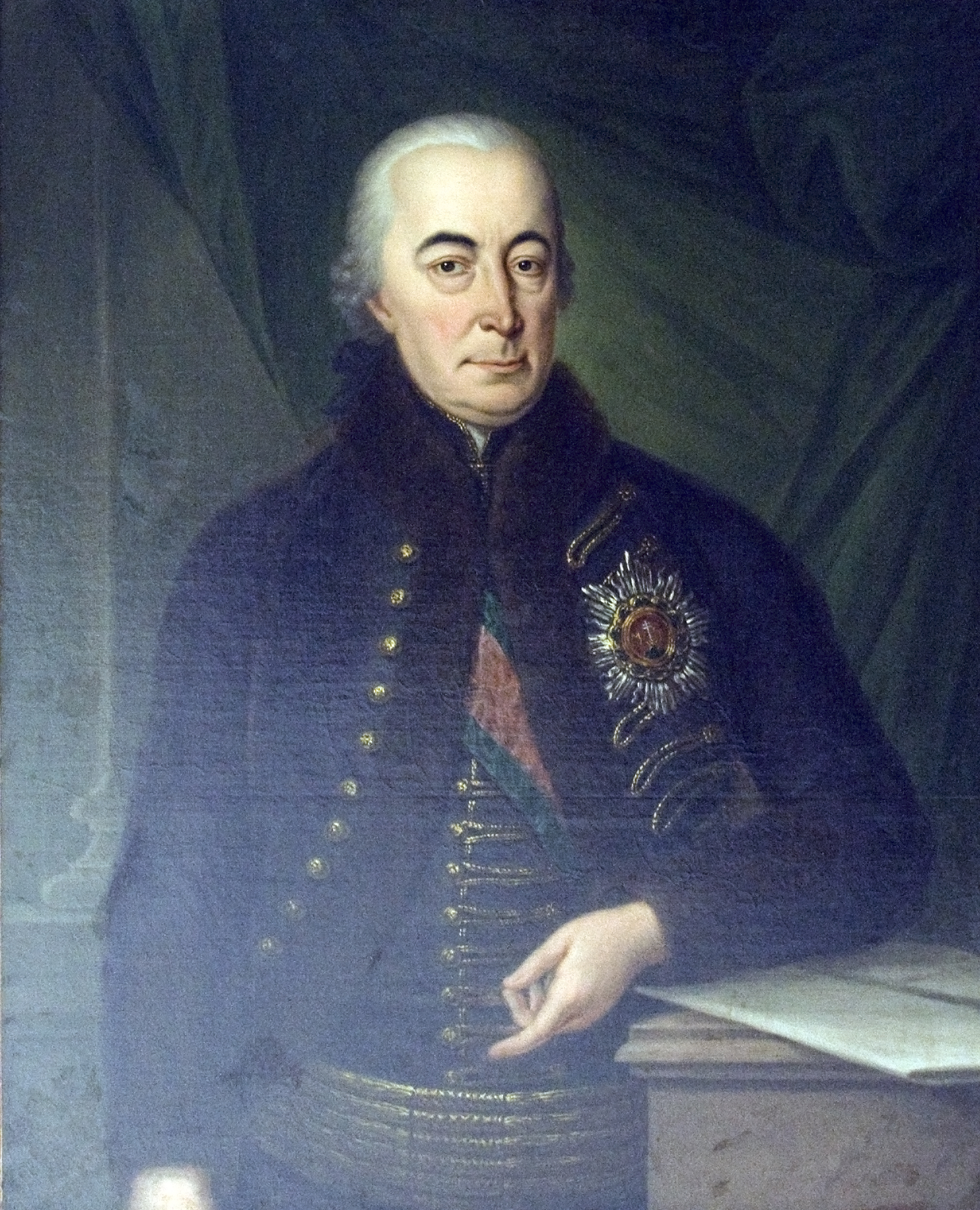
Végh Péter 1780-89
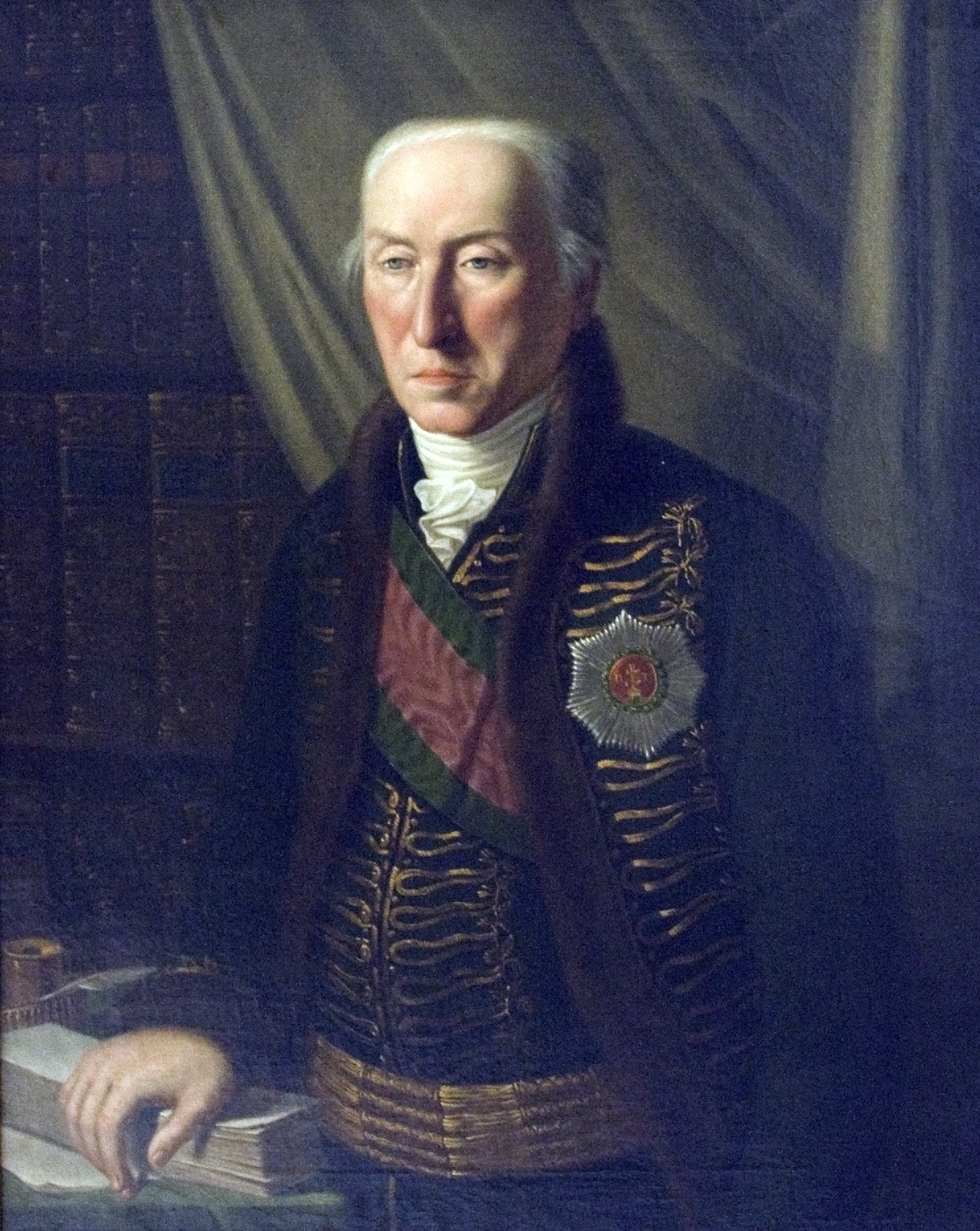
Ürményi József 1789-95
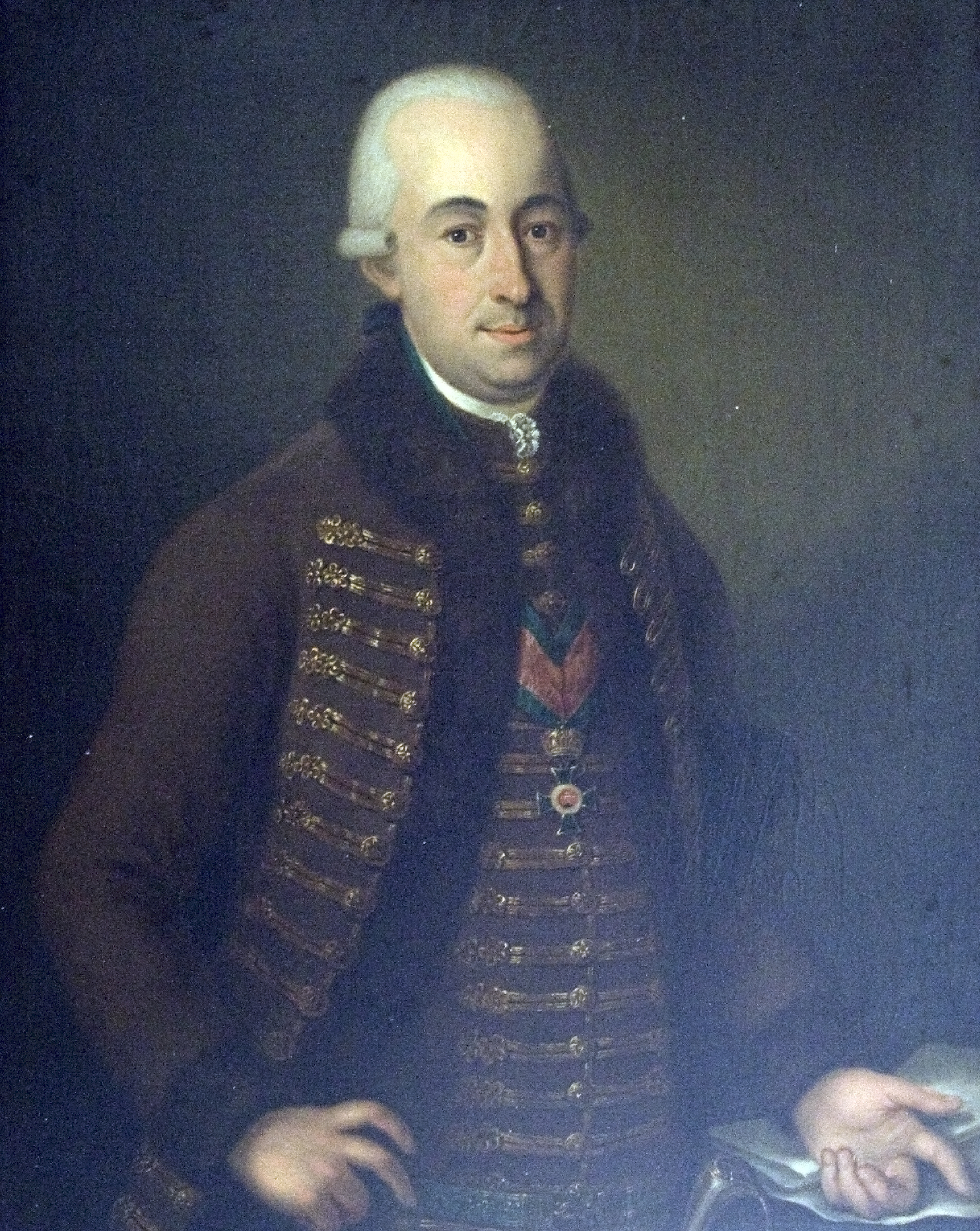
Nagy József 1795-1801
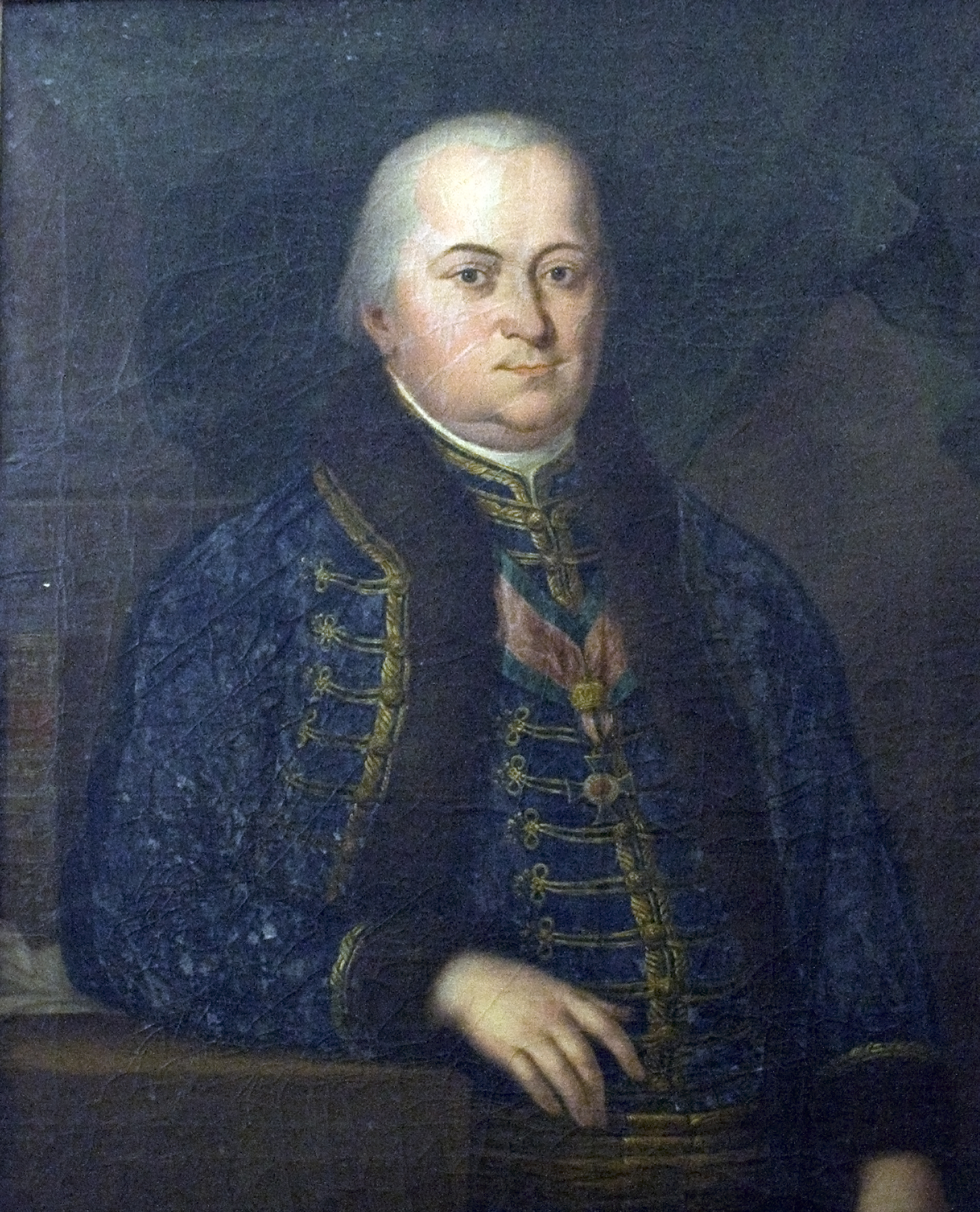
Semsey András 1802-1808
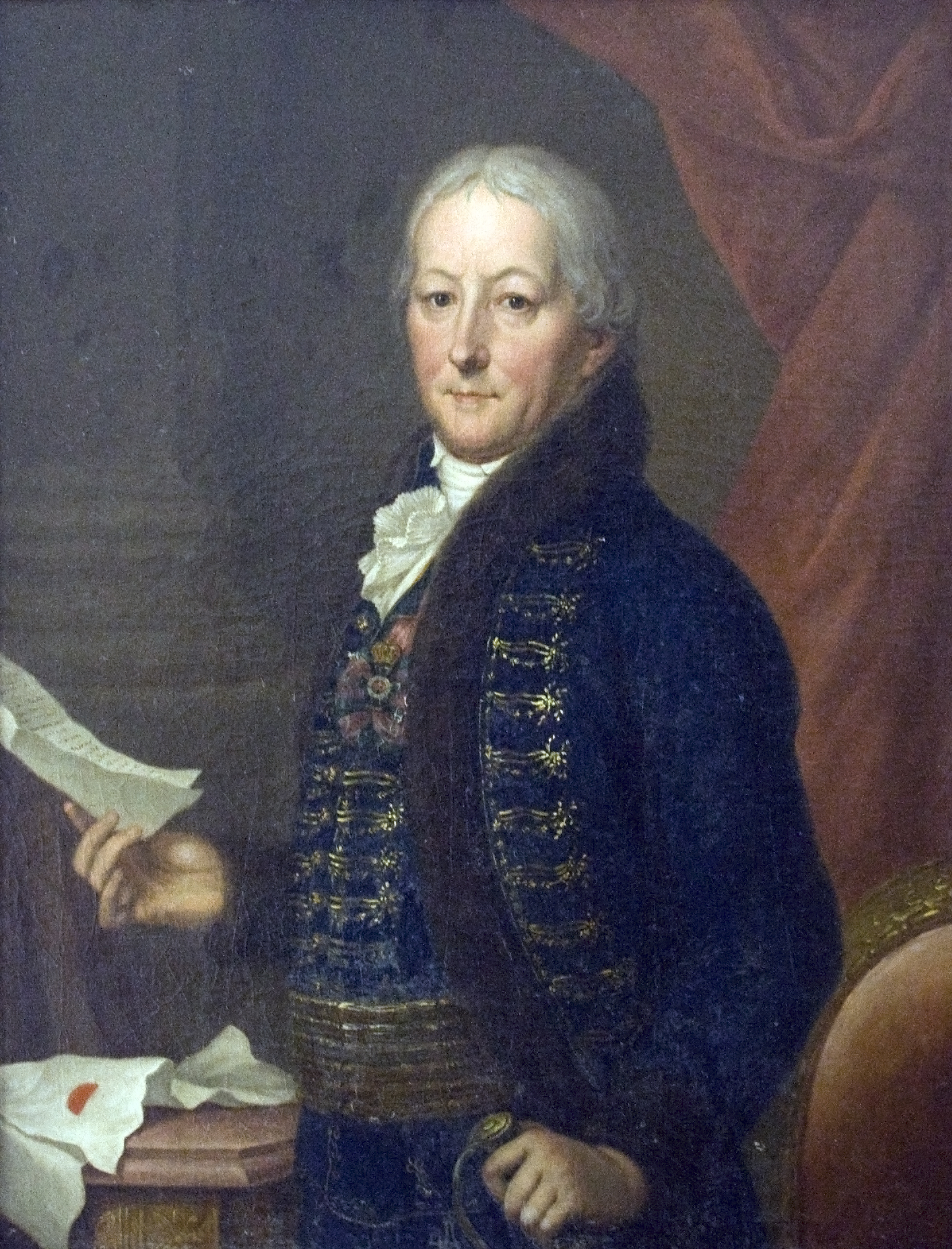
Aczél István 1808
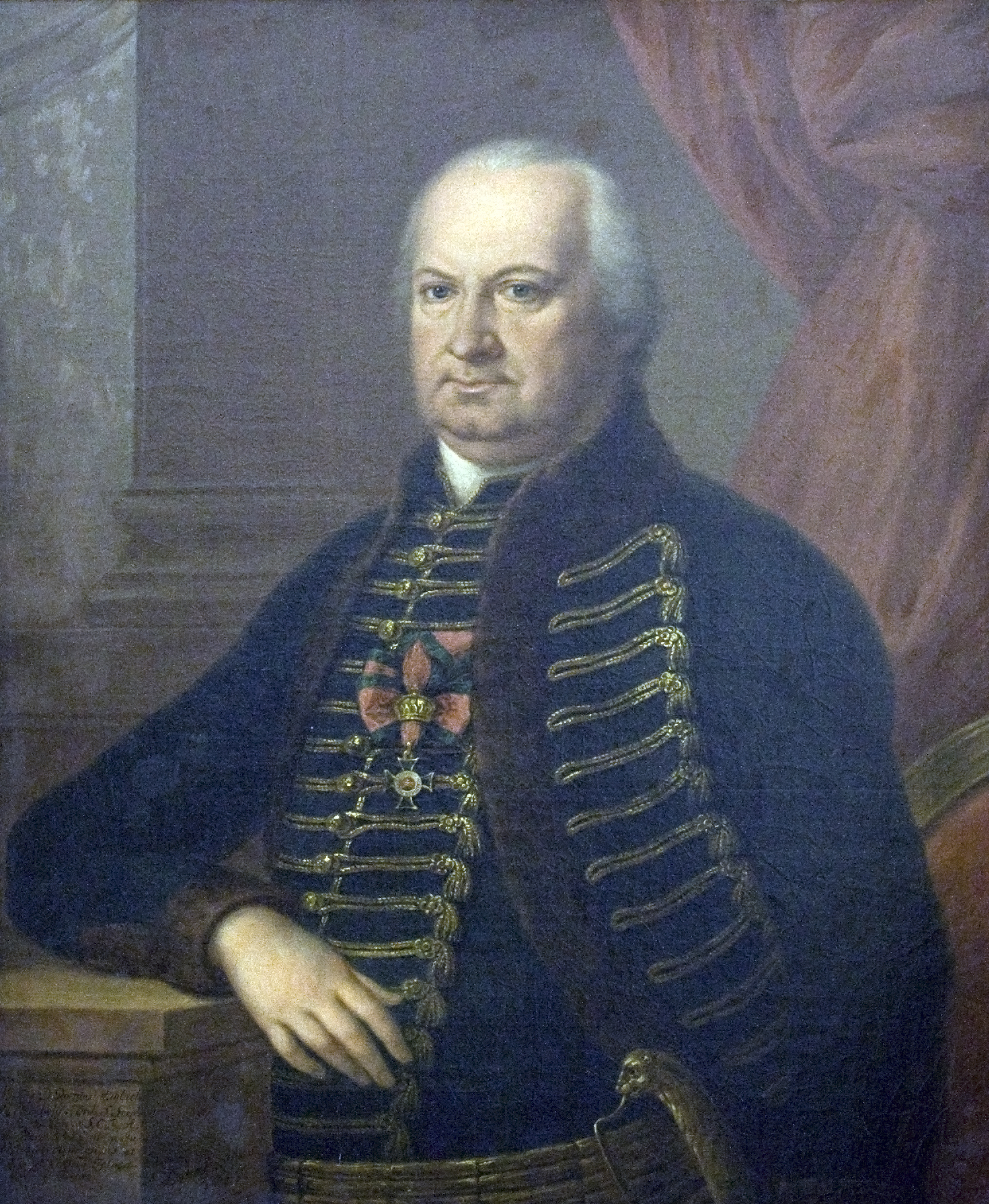
id. Mailáth György 1808-21
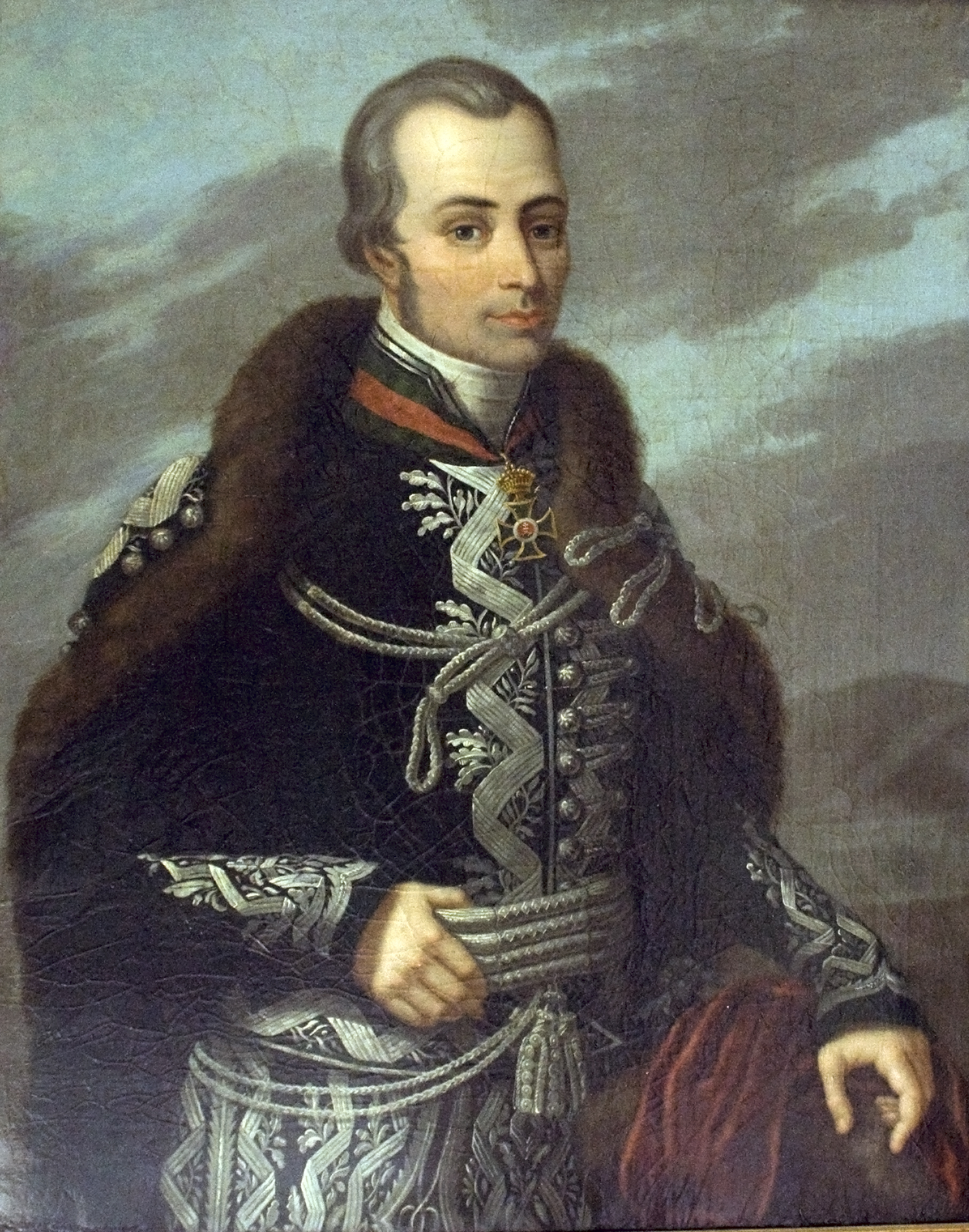
Szőgyényi Zsigmond 1821-26
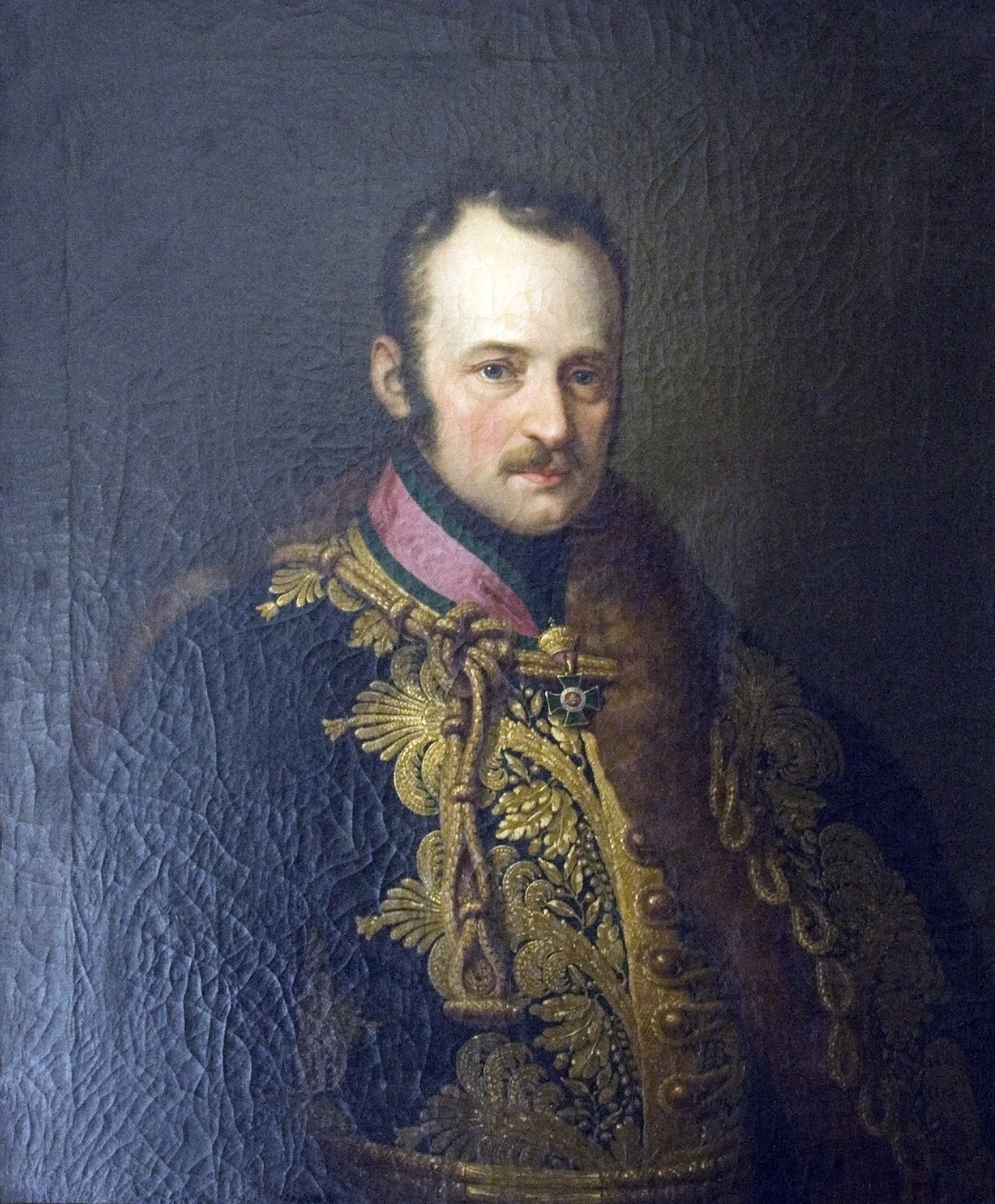
ifj. Mailáth György 1827-31
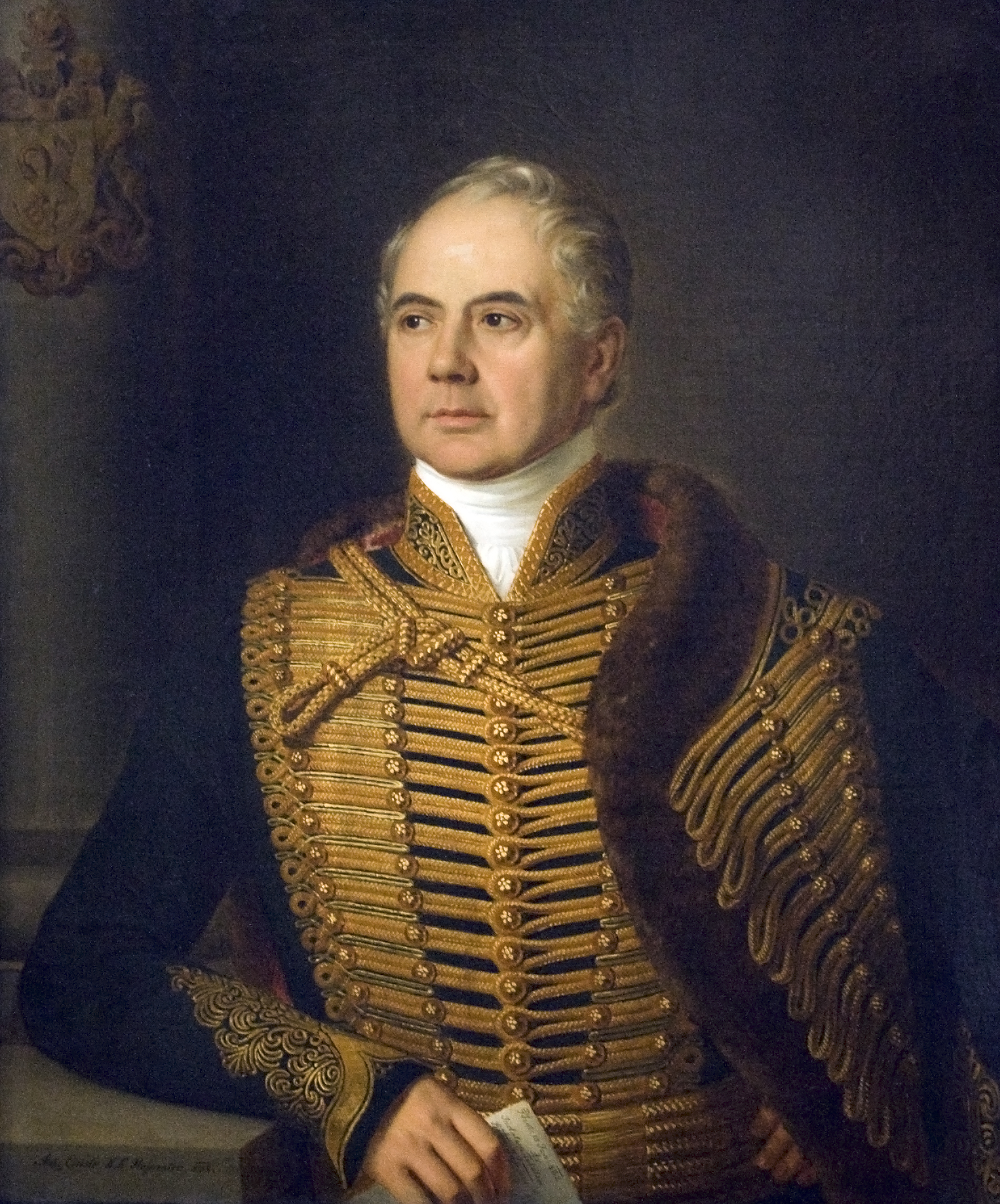
Mérey Sándor 1831-33
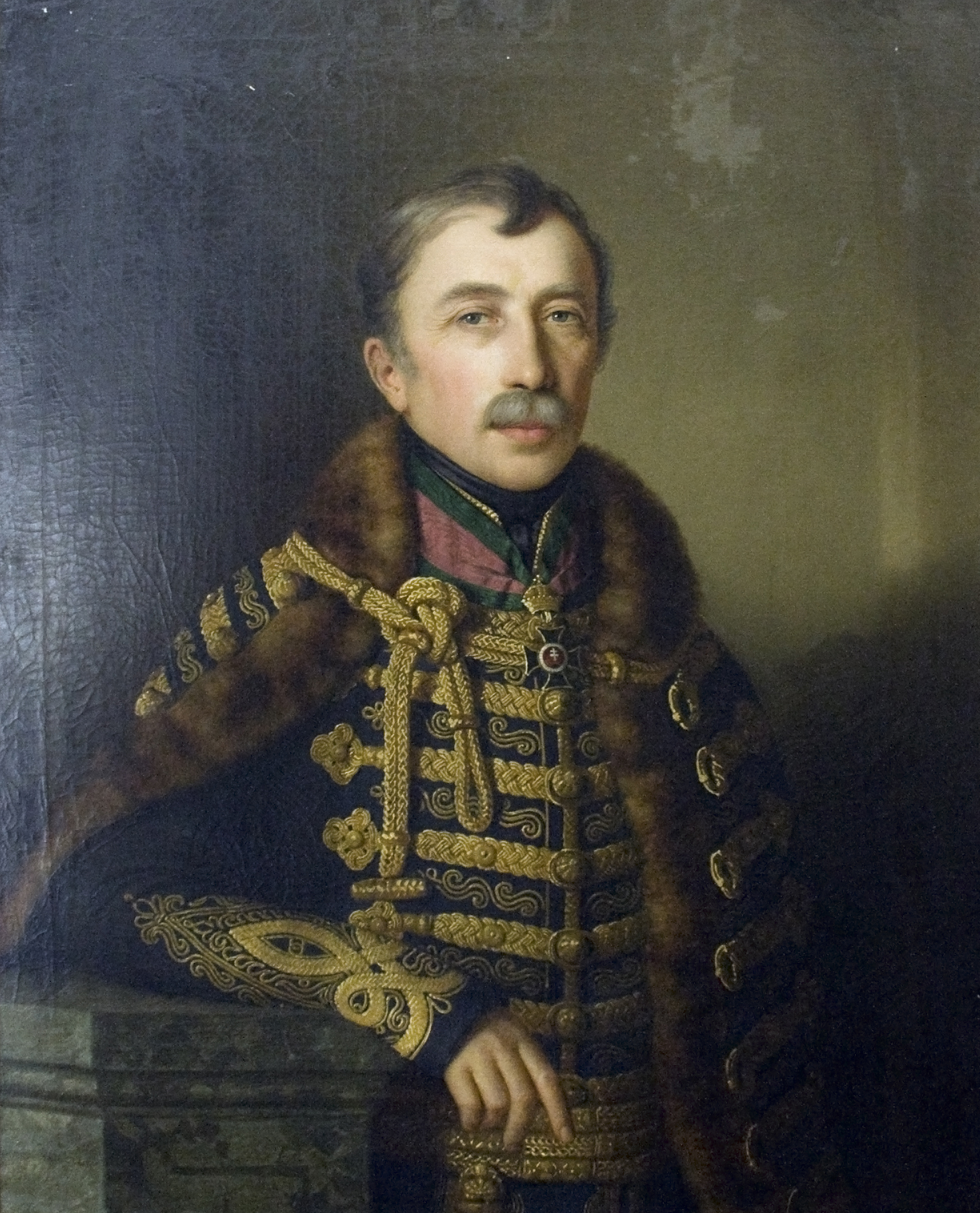
Somssich Pongrác 1833-39
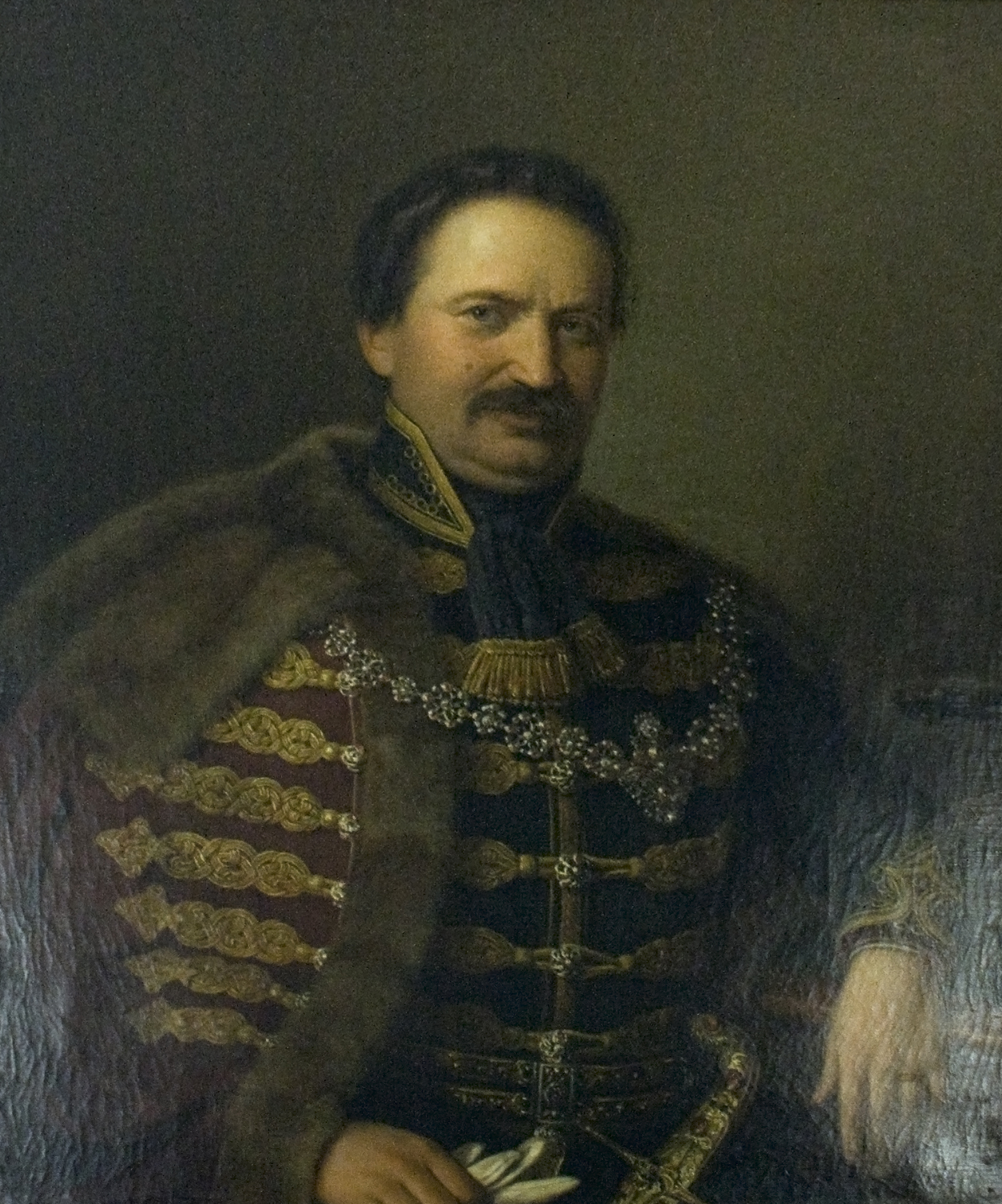
Szerencsy István 1839-47
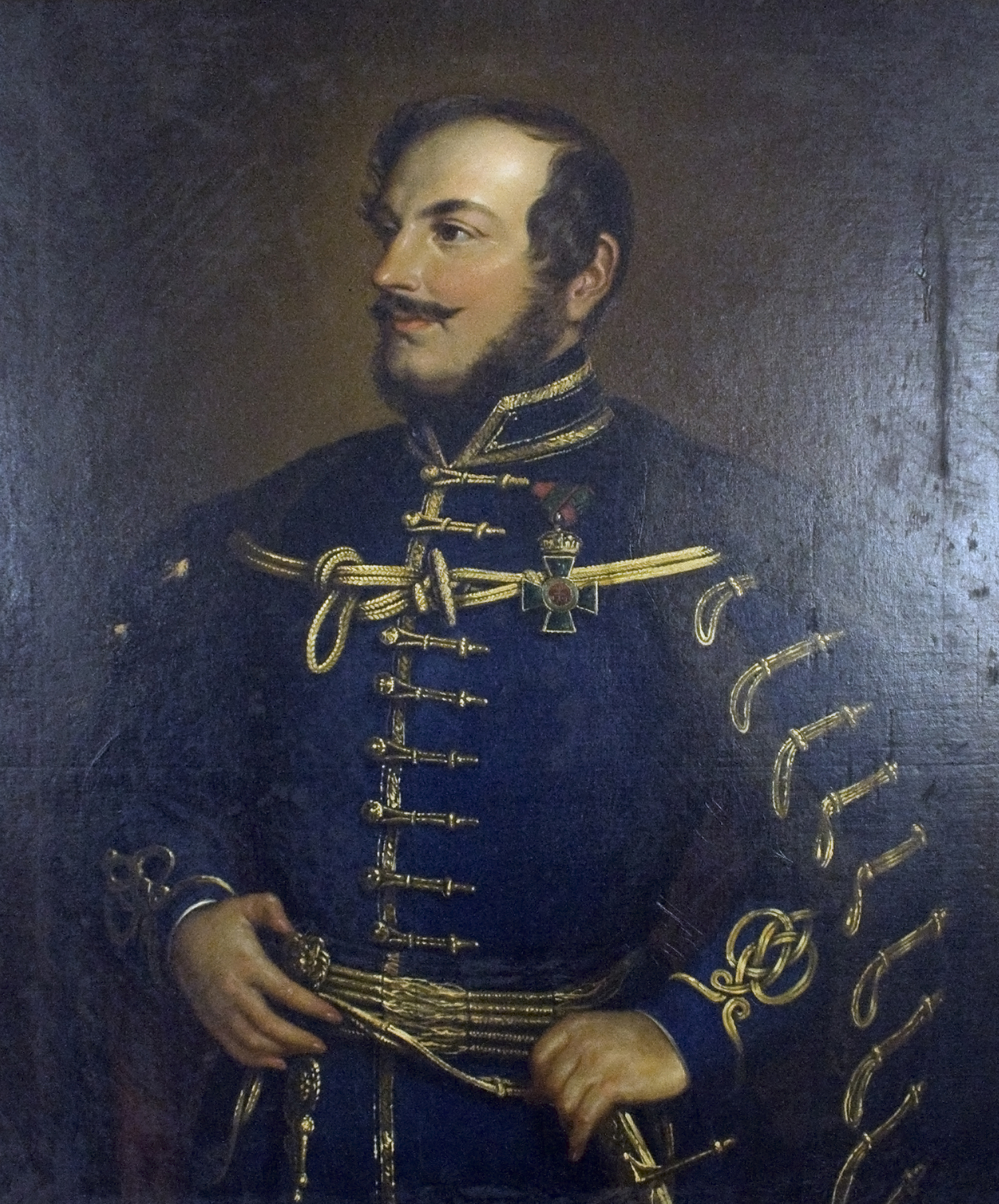
Zarka János 1847-49